# Američko meteorološko društvo
Američko meteorološko društvo (AMS, engl. American Meteorological Society) promiče razvoj i širenje informacija i edukacije o atmosferskim i srodnim oceanografskim i hidrološkim znanostima te unaprjeđenje njihovih profesionalnih primjena. Osnovano 1919. godine, Američko meteorološko društvo broji više od 11,000 stručnjaka, profesora, studenata i meteoroloških entuzijasta. Neki su članovi stekli oznaku "certificiranih konzultirajućih meteorologa" (CCM, engl. Certified Consulting Meteorologist), od kojih su se mnogi specijalizirali u atmosferskom disperzijskom modeliranju, disciplini primijenjene meteorologije. U javnosti je AMS najpoznatiji po svom "pečatu odobrenja" (engl. Seal of Approval) kojeg dodijeluje televizijskim i radijskim meteorolozima.
AMS publicira devet atmosferskih i srodnih oceanografskih i hidroloških časopisa — u materijalnom obliku i online — sponzorira više od 12 konferencija godišnje i nudi brojne programe i usluge. Također postoji široka mreža lokalnih ogranaka.
AMS je dosad objavio brojne političke izjave o problemima vezanih uz svoje djelovanje o temama poput istraživanja suša, ozona i klimatskih promjena.
Sjedište AMS-a nalazi se u 45 Beacon Street u Bostonu, Massachusetts. Zgradu sjedišta projektirao je 1806. godine slavni bostonski arhitekt Charles Bulfinch kao treću Harrison Gray Otis House, a 1958. ju je AMS kupio i obnovio, uselivši 1960. godine u nju svoje osoblje. AMS također ima ured u Washingtonu, D.C., na adresi 1120 G Street NW.

## Seal of Approval
AMS-ov program Seal of Approval pokrenut je 1957. kao sredstvo priznavanja televizijskih i radijskih vremenskih prognostičara koji prikazuju informativne, dobro priopćene i znanstvene vremenske prognoze. Dodjeljivanje Seal of Approval temelji se na demonstracijskoj snimci koju aplikant prilaže kontrolnoj skupini sastavljenoj od šestero članova nakon što uplati aplikacijsku pristojbu. Formalni stupanj u meteorologiji nije obavezan za dobivanje originalnog Seal of Approval. Također ne postoji minimalna količina iskustva koja je potrebna, ali se pokazalo da je preporučeno imati prethodno iskustvo u prognoziranju vremena i emitiranju prije samog podnošenja zahtjeva.
Do veljače 2007. dodijeljeno je 1.600 pečata odobrenja od kojih se više od 700 smatra "aktivnima". Pečati postaju neaktivni kada osoba u čijem je posjedu pečat ne obnovi članstvo i ne uplati godišnju pečatnu pristojbu.
Originalni program Seal of Approval ukida se sa završetkom 2008. godine. Trenutni aplikanti mogu aplicirati za originalni Seal of Approval ili za Certified Broadcast Meteorologist (CBM) Seal sve do 31. prosinca 2008. Nakon tog datuma dodjeljivat će se samo CBM Seal. Trenutni posjednici pečata zadržavaju pravo na uporabu pečata u 2009. i kasnije, ali novi zahtjevi za originalnim Seal of Approval neće se prihvaćati nakon 31. prosinca 2008.
Bilješka: NWA Seal of Approval izdaje National Weather Association i neovisan je o AMS-u.

## Certified Broadcast Meteorologist (CBM) Seal
Originalni program Seal of Approval obnovljen je u siječnju 2005. uvođenjem Certified Broadcast Meteorologist ili CBM Seal. Ovaj pečat uveo je ispit od 100 pitanja s višestrukim odabirom kao dio evaluacijskog procesa. Pitanja na ispitu pokrivaju mnoge aspekte meteorologije, prognostike i srodnih principa. Aplikanti moraju točno odgovoriti najmanje na 75 pitanja prije nego prime nagradu CBM Seal.
Osobe koje su stekle ili aplicirale za originalni Seal of Approval prije 31. prosinca 2004. i nisu bile odbijene mogu zatražiti unaprjeđenje svoga Seal of Approval u CBM Seal nakon uspješnog završetka CBM ispita i uplate aplikacijske pristojbe. Nadogradnja originalnog Seal of Approval nije nužna. Novi aplikanti za CBM Seal moraju platiti aplikacijsku pristojbu, položiti ispit, a zatim priložiti demonstracijske snimke kontrolnoj skupini prije nego budu razmotreni za CBM Seal. Dok za unaprjeđenje izvorni posjednici pečata ne moraju imati stupanj u meteorologiji ili srodnom području proučavanja, potpuno novi aplikanti za CBM Seal moraju imati stupanj u meteorologiji ili srodnom području proučavanja kako bi bili uopće razmotreni kao kandidati.
Radi zadržavanja ili CBM Seal ili izvornog Seal of Approval, posjednici pečata moraju platiti sve godišnje dugove i pokazati dokaz o završetku odgovarajućeg profesionalnog razvojnog programa svakih pet godina (poput edukativnih prezentacija u školama, sudjelovanje u zbivanjima koja organiziraju lokalni AMS ogranci, prisustvovanje meteorološkim konferencijama i ostalim sličnim aktivnostima).
Od veljače 2007. dodijeljeno je gotovo 200 CBM pečata za emitiranje vremenskih prognoza, od kojih su neki bili nadograđeni od originalnog Seal of Approval ili dodijeljeni novim aplikantima.

## Nagrade
Američko meteorološko društvo nudi nekoliko nagrada u poljima meteorologije i oceanografije.
Odbor za dodjelu nagrada za atmosferska istraživanja
- Carl-Gustaf Rossby Research Medal
- Jule G. Charney Award
- Verner E. Suomi Award
- Remote Sensing Prize
- Clarence Leroy Meisinger
- Henry G. Houghton

Odbor za dodjelu nagrada za oceanografska istraživanja
- Sverdrup Gold Medal Award
- Henry Stommel Research Award
- Verner E. Suomi
- Nicholas P. Fofonoff Award

## Publikacije
Američko meteorološko društvo publicira sljedeće znanstvene časopise:
- Bulletin of the American Meteorological Society
- Journal of the Atmospheric Sciences
- Journal of Applied Meteorology and Climatology
- Journal of Physical Oceanography
- Monthly Weather Review
- Journal of Atmospheric and Oceanic Technology
- Weather and Forecasting
- Journal of Climate
- Journal of Hydrometeorology
- Weather, Climate, and Society
- Earth Interactions
- Meteorological Monographs

## Vanjske poveznice
- Internet stranice American Meteorological Society
  - List of AMS Television Seal Holders
  - AMS List of Certified Broadcast Meteorologists  Arhivirana inačica izvorne stranice od 16. ožujka 2016. (Wayback Machine)
- The Maury Project Sveobuhvatni nacionalni program za usavršavanje učitelja temeljen na istraživanjima fizikalnih temelja oceanografije.